# Дом Грушеньки
Дом Грушеньки — памятник архитектуры XIX века в городе Старая Русса, расположен на набережной Глебова, 25 (ранее — набережная Перерытицы). Название получил по имени проживавшей в нём Агриппины Меньшовой, которая стала прототипом Грушеньки Светловой в романе Ф. М. Достоевского «Братья Карамазовы».

## История
Точная дата строительства дома не установлена, возможно, это 1850—1860-е годы. Уже в 1860—1870 годах дом принадлежал отставному штабс-капитану Ивану Афанасьевичу Меньшову. В 1900 году домом владела его вдова Дарья Кузьминична. Их дочь, Агриппина (ум. 1915), была близкой знакомой Анны Григорьевны и Фёдора Михайловича Достоевских во время их пребывания в Старой Руссе. По мнению литературоведов, именно старорусская мещанка Грушенька стала прообразом Грушеньки Светловой в последнем романе Достоевского «Братья Карамазовы».

## Архитектура
Дом расположен на берегу реки Перерытицы, лицевым фасадом к реке. На противоположном берегу находился летний дом Достоевских (ныне Дом-музей Ф. М. Достоевского).
Особняк представляет собой небольшое двухэтажное здание с более поздней пристройкой. Длина — 13,35 м, ширина (без пристройки) — 10,9 м, с ней — 13,65 м. Дом выложен из красного кирпича, побелен и оштукатурен. Четырёхскатная крыша покрыта шифером.
Лицевой восточный фасад декорирован умеренно, дворовой и боковые фасады украшены скромно. Центральная часть восточного фасада выделена в пять осей раскреповкой и рустовкой стен первого этажа. Нижние окна декорированы группой замковых камней, верхние окна выделены сандриками, боковые окна второго этажа кроме того украшены наличниками. В подоконной части проходит поясок. На окнах второго этажа северного и южного фасадов также имеются прямые сандрики.
По горизонтали фасад расчленён междуэтажным карнизом. Фасады завершены фризом и карнизом с модульонами.
Здание делится на две части двумя поперечными стенами. Планировка дома простая. Вход — с западной стороны через пристройку.
Дом является характерным образцом скромной жилой постройки XIX века в стиле классицизма. В ноябре 2001 года на доме была установлена памятная доска. Дом включён в экскурсионный маршрут «Литературные места романа „Братья Карамазовы“».